# Château de Lumagne
Le château de Lumagne (ou de la Citadelle) est situé sur la commune de Saint-Genis-Laval, dans la Métropole de Lyon.

## Étymologie
- Le nom vient de celui de la famille Lumaga (francisé en Lumague ou Lumagne) qui habita le château au XVIIe siècle.

## Description
- La construction du XVIIe siècle se compose, autour d'une cour d'honneur, d’un logis principal carré, d’un pavillon rectangulaire au nord ouest et d’un pavillon en "L" au sud ouest, les deux premiers bâtiments étant coiffés d'une toiture en tuiles à quatre pans ; s'ajoute à cela un parc, du côté Est du grand bâtiment. Le parc comprend certains arbres exotiques ne poussant pas naturellement dans la region comme le Ginkgo biloba (femelle). Dans le parc se trouve également l'ancienne chapelle, où la dernière messe a problement été célébrée dans les années 70. Le logis comprend un rez-de-chaussée, un étage de combles percé d’oculus et de fenêtres de différentes dimensions.
- Une allée bordée d'arbres, aujourd'hui incluse dans une résidence pavillonnaire, permettait d'accéder à la propriété.
- À l'intérieur, on découvre un salon orné de fresques de l'école de Nicolas Poussin et dans lequel une cheminée monumentale armoriée édifiée en 1631 porte l'inscription « NUNQUAM PATRIAE SERVIRE PIGEBIT »[2]. Parmi les éléments remarquables, citons également l'escalier et les fenêtres à meneaux.

Le château fait l’objet d’une inscription au titre des monuments historiques depuis le 11 octobre 1943.
Le château est une propriété privée et ne se visite pas.

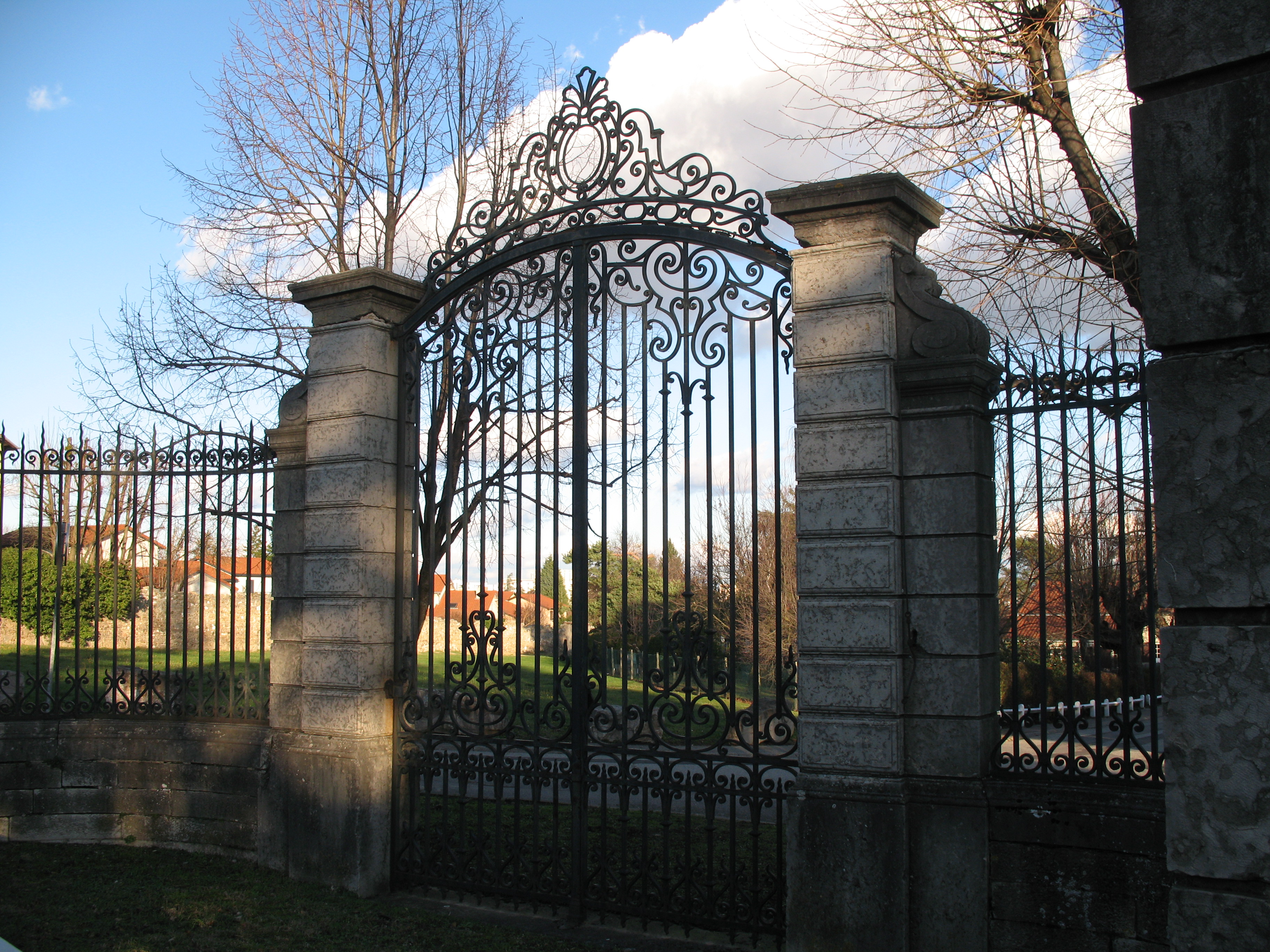
Portail à l'entrée de l'allée
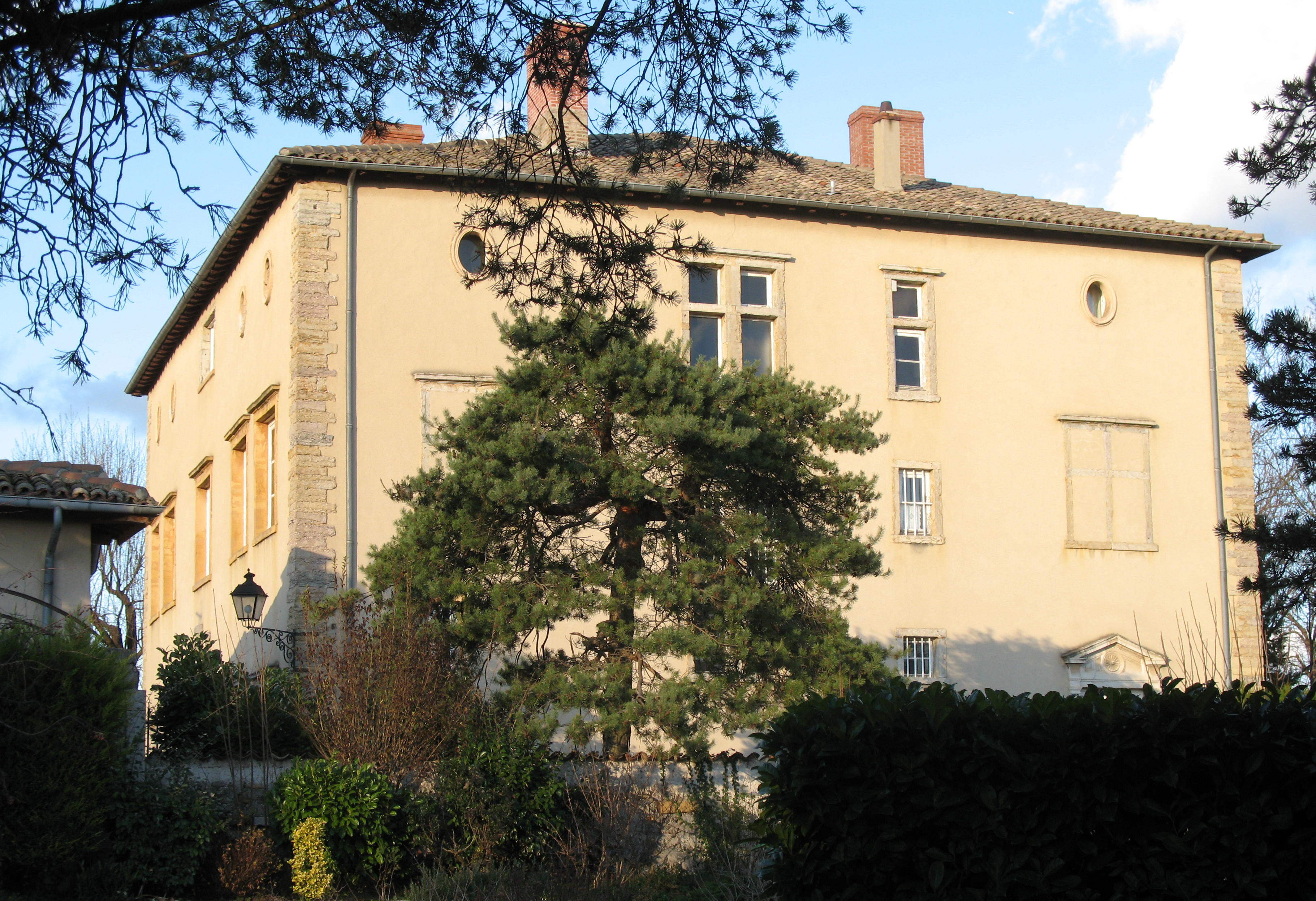
Façade méridionale
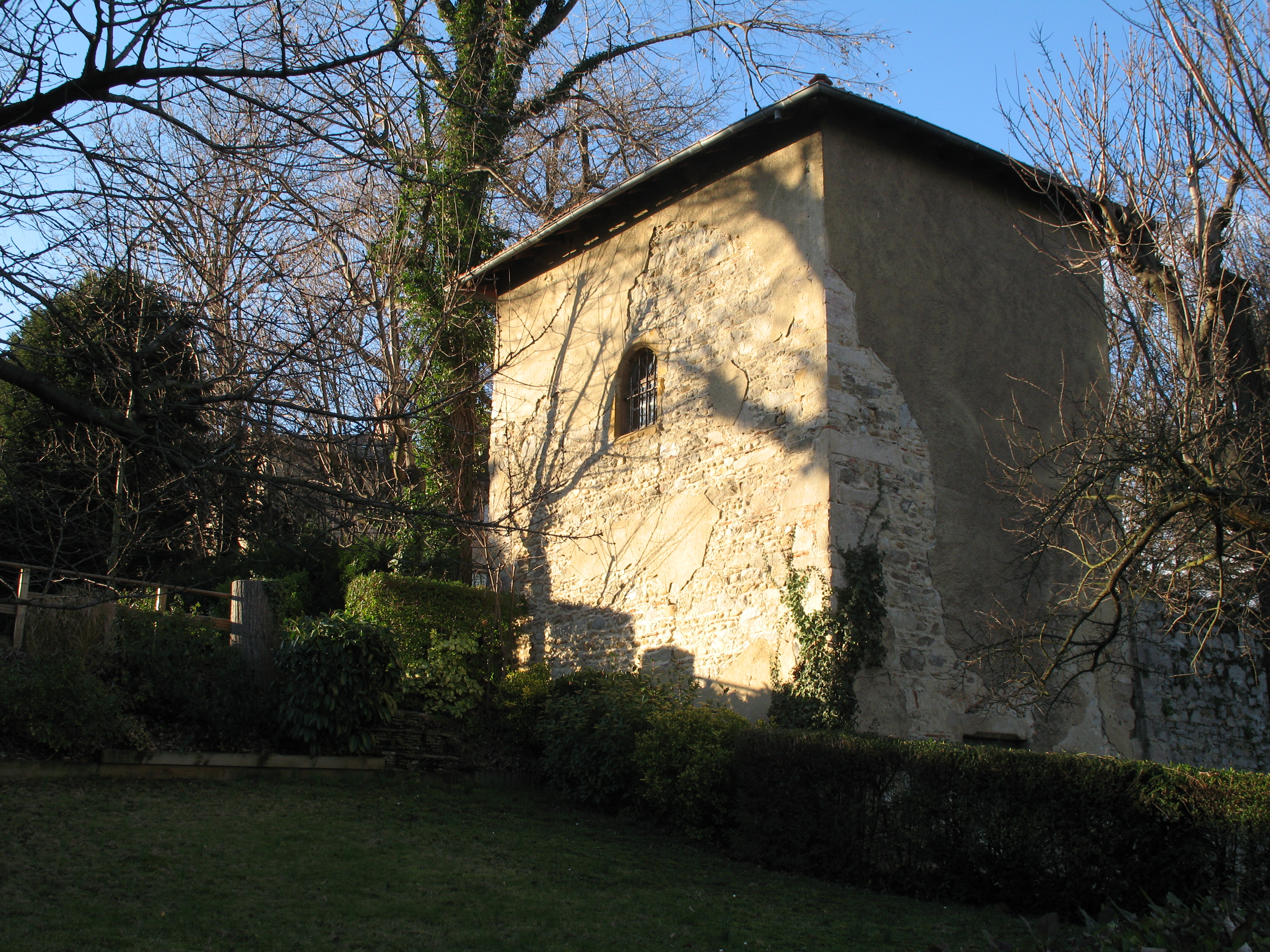
Pavillon dans le parc

## Historique
La chronologie des principaux propriétaires s’établit comme suit :
- Barthlémy Lumagne, seigneur de La Haye, fait construire la demeure au début du XVIIe siècle; il épouse Anne du Bourg et fonde la chapelle des Carmes-Déchaux à Lyon.

La famille Lumagne est originaire des Grisons en Suisse. Elle reçoit ses lettres de naturalisation française par Henri IV qui l’anoblit. Barthelémy et ses trois frères, Jean-André, Marc-Antoine et Charles, fondent une banque et s’associent (et s’allient) aux Mascrany.
- Après 1680, Claude Trollier, échevin de Lyon en 1681, acquiert la maison.
- Dans la seconde moitié du XVIIIe siècle, Nérée Chappet est propriétaire. On trouve ensuite Antoine Christophe Malbay puis Jean-Louis Genillion (1767 - ).
- Leur succèdent, à partir du XIXe siècle, Isaac François Gourd (1789 – 1832), qui épouse Jeanne Françoise Bussy, les Rival de Rouville, puis, en 1933, Monsieur Mercier.

## Armoiries
- Lumagne : de gueules à trois escargots d'or, au chef cousu d'or, chargé d'une fleur de lys du même ou d'azur, à trois limaçons d'argent, au chef d'azur, bordé d'argent et chargé d'une fleur de lys d'or.
- Trollier: d’argent au lion rampant de gueules à une fasce d’or brochante.